# Jessica Raine
Jessica Raine (Eardisley, 20 de maio de 1982) é uma atriz inglesa. Ela é mais conhecida por seus papéis como Jenny Lee na série de televisão Call the Midwife (2012) e Verity Lambert no telefilme An Adventure in Space and Time (2013). Em 2022, interpretou Catarina Parr em Becoming Elizabeth e Lucy Chambers no thriller de suspense	The Devil's Hour.

## Filmografia

### Cinema
| Ano  | Título             | Papel                          | Notas          |
| ---- | ------------------ | ------------------------------ | -------------- |
| 2010 | Robin Hood         | Isabel, Condessa de Gloucester |                |
| 2011 | Elsewhere          | Cath                           | Curta-metragem |
| 2012 | The Woman in Black | Nanny                          |                |
| 2018 | Benjamin           | Billie                         |                |
| 2019 | Black Shore        | Holly                          | Curta-metragem |
| 2019 | Carmilla           | Miss Fontaine                  |                |

### Televisão
| Ano       | Título                         | Papel              | Notas                              |
| --------- | ------------------------------ | ------------------ | ---------------------------------- |
| 2009      | Garrow's Law                   | Ann Porter         | Episódio: Garrow's Law             |
| 2012–2014 | Call the Midwife               | Jenny Lee          | 23 episódios                       |
| 2013      | Doctor Who                     | Emma Grayling      | Episódio: "Hide"                   |
| 2013      | An Adventure in Space and Time | Verity Lambert     | Telefilme                          |
| 2014      | Line of Duty                   | DC Georgia Trotman | Episódio: "The Ambush"             |
| 2015      | Wolf Hall                      | Jane Rochford      |                                    |
| 2015      | Fortitude                      | Jules Sutter       |                                    |
| 2015      | Partners in Crime              | Tuppence Beresford |                                    |
| 2016      | Jericho                        | Annie Quaintain    |                                    |
| 2016      | Inside No. 9                   | Kathy              | Episódio: "The Devil of Christmas" |
| 2017      | The Last Post                  | Alison Laithwaite  |                                    |
| 2018      | Patrick Melrose                | Julia              |                                    |
| 2018      | Informer                       | Emily Waters       |                                    |
| 2019      | Baptiste                       | Genevieve Taylor   |                                    |
| 2022      | Becoming Elizabeth             | Catherine Parr     |                                    |
| 2022      | The Devil's Hour               | Lucy Chambers      |                                    |